# 许中田
许中田（1940年7月—2002年10月24日），吉林省伊通县人。中华人民共和国政治人物。

## 生平
1963年从东北师范大学毕业后从事教学和教育管理工作。1983年起，历任辽源市副市长、市委副书记，吉林省新闻出版局副局长、局长、党组书记。1993年12月起，历任中共吉林省委宣传部副部长、部长，省委常委。1995年到人民日报社工作，历任副社长；1998年任人民日报总编辑、社长。中共十五大上当选为中纪委委员。2002年当选为党的十六大代表。同年10月24日去世。